# Marguerite de La Marck-Arenberg
Marguerite de La Marck (15 février 1527 - château de Reckheim † 18 février 1599 – château de Sevenberg) fut comtesse puis princesse d'Arenberg.

## Famille
Fille de Robert II (1506 † 1536), comte de La Marck, seigneur d'Arenberg et de Mirwart, issu d'une branche cadette de la célèbre famille, et de sa femme, Walburge d'Egmond (1500 † 1547), Marguerite hérita très jeune des titres et des biens de son frère aîné Robert III de La Marck à la mort de ce dernier en 1544, sans héritiers de son mariage avec Anne van Glymes-Berghes (1492-1541). Deux sœurs cadettes complétaient la fratrie : Marie, mariée à Sébastien de Helfenstein et Mathilde, mariée au landgrave Louis-Henri de Leuchtenberg.
En 1547, elle épousa Jean de Ligne, baron de Barbançon, qui avait combattu en tant que commandant en service de l'Espagne. Charles Quint approuva ce mariage à l’origine de la 3e Maison d'Arenberg. Deux ans plus tard, la seigneurie d'Arenberg fut érigée en comté. Le couple eut quatre enfants :
- Charles (22 février 1550-18 janvier 1616);
- Marguerite (24 février 1552-24 février 1611), qui épousa Philippe II de Lalaing, dont deux filles ;
- Antoinette-Wilhelmine (1er mars 1557-26 février 1626), qui épousa Salentin IX d'Isembourg-Grenzau, dont deux fils ;
- Robert (11 novembre 1564-2 mars 1614), qui épousa Claudine de Salm-Neuviller, dont un enfant (descendance éteinte dans les mâles en 1693).

## L'ascension de la Maison d'Arenberg
Dès l’année 1559, les fiefs de la famille s'accroissent grandement par l’acquisition de la terre et baronnie de Sevenberg en Hollande que Corneille de Berghes (1458-1509) (de), seigneur de Grevenbroeck, céda à la comtesse Marguerite, sa petite-nièce.
Jean fut tué en 1568 à la bataille de Heiligerlee et Marguerite se retira alors au château d'Arenberg.
En 1570, l’empereur Maximilien II la choisit comme gouvernante et « dame pour accompagner », en France, l’archiduchesse Élisabeth, sa fille, qui y allait épouser Charles IX de France. À la mort de ce dernier, Elisabeth exprima le souhait de retourner dans sa patrie et pria la comtesse douairière d’Arenberg de lui faire de nouveau compagnie dans ce voyage.
Philippe II, durant tout son règne, lui témoigna la plus grande considération et lui prouva aussi qu’il gardait le souvenir des services de son mari : il lui fit ainsi compter dix mille florins lors de l’établissement de chacune de ses deux filles. En 1588, il lui accorda une pension de deux mille florins, outre une gratification de douze mille florins. Dans les dernières années de sa vie, elle s’était retirée à Sevenberg, comme en une espèce de lieu neutre.

En 1571, l'empereur Maximilien II confirma aux comtes d’Arenberg l’immédiateté impériale, le droit minier et le droit de battre monnaie. La comté disposant de la souveraineté juridique, ses sujets avaient interdiction de s'adresser aux tribunaux en dehors de la seigneurie.

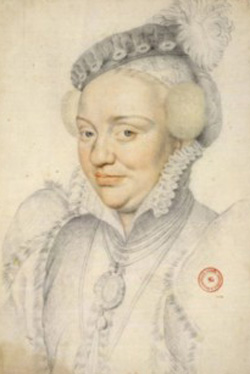
Portrait de la comtesse d'Arenberg par François Clouet.

## L'action de Marguerite
Sous le gouvernement de la comtesse Marguerite, le château d'Arenberg fut agrandi et une nouvelle chapelle construite en 1576. La comtesse mit en place dans ses Etats un système de répartition par provinces (« Landesordnung ») et encouragea l'exploitation minière et la métallurgie, établissant un code forestier destiné à répondre aux besoins en charbon de bois pour la fonte. Elle joua également un rôle important aux Pays-Bas espagnols et à la cour impériale un rôle important, qui lui valurent à elle et à son fils Charles d'être créés princes d'Empire en 1576.
Enfin, fervente catholique, elle s'investit dans la lutte contre la sorcellerie, contre laquelle elle publia un règlement en 1593.
Elle s'éteignit le 18 février 1599 au château de Sevenberg.
« C’était, dit Emanuel van Meteren (nl), une sage et habile dame. »

## Armoiries
| Figure | Blasonnement                                                                                         |
|        | D'après le portrait ci-dessus : Parti : au I, écartelé de Ligne et de Barbançon, au II, de La Marck. |

## Ascendance
center

## Descendance
Marguerite épousa, le 18 octobre 1547, Jean de Ligne (1525 † Tué le 3 août 1568 - à la bataille de Heiligerlee), baron de Barbançon, fils de Louis de Ligne ( † vers 1559), seigneur de Barbançon, et de Marie van Glymes ( † vers 1566), héritière de Sevenberg.
Par une stipulation de leur contrat de mariage, leurs enfants devaient prendre et relever le nom et les armes d’Arenberg, ce qui a été observé. Ensemble, ils eurent :
1. Charles (1550 † 1616), comte d'Arenberg, marié, le 4 janvier 1587 à Beaumont (Hainaut), avec Anne-Isabelle de Croÿ (1563 † 1635), duchesse d'Aerschot, princesse héritière de Chimay, dont postérité ;
2. Marguerite (24 février 1552 † 24 février 1611), mariée, le 7 juin 1569, avec Philippe II (vers 1545 † 24 mai 1582), 3e comte de Lalaing (1537-1582), baron d'Escornaix, seigneur de Waurin, grand bailli du Hainaut, chevalier de la Toison d'or, dont 2 filles ;
3. Robert (11 novembre 1564 † 2 mars 1614), 1er prince de Barbançon (8 février 1614), seigneur de Rotselaar, marié en juin 1588 avec Claudine (12 novembre 1569 † février 1632), née posthume, fille de Jean Philippe II de Salm-Neuviller (ou Salm-Dhaun) (30 septembre 1545 † Tué le 3 octobre 1569 - bataille de Moncontour), dont :
  1. Albert François (22 juillet 1600 † 8 avril 1674 - Madrid), 2e prince de Barbançon, gouverneur de Namur, marié le 8 mai 1616 avec Marie de Barbançon (20 avril 1602 † après 1675), vicomtesse de Dåve, fille de Evrard de Barbançon ( † 31 décembre 1608), vicomte de Dave, dont :
    1. Marie Dorothée Caroline (1622-1646), mariée en 1636 avec Ottavio Piccolomini d'Aragona (11 novembre 1599 - Florence † 11 août 1656), 1er prince Piccolomini, 7e duc d'Amalfi, seigneur de Nachod, feld-maréchal imperial ;
    2. Isabelle (1623 - Barbançon † 17 août 1678 - Paris), mariée en premières noces, le 4 novembre 1637 à Anvers, avec Albert François de Lalaing ( † 1643), comte de Hoogstraeten, dont une fille, Marie Gabrielle de Lalaing ( † 8 février 1709 - Anvers), comtesse de Hoogstraten ; puis, en secondes noces, le 15 mai 1651 à Bruxelles, avec Ulrich von Württemberg (15 mai 1617 - Stuttgart † 5 décembre 1671 - Stuttgart), duc de Württemberg-Neuenbürg, dont Marie Anne Ignace (27 décembre 1652 † 1693), duchesse de Württemberg-Neuenbürg
    3. Jacques Claude (13 mars 1624 † 1644) ;
    4. Octave Ignace (12 mars 1643 † Tué le 29 juillet 1693 - bataille de Neerwinden (1693)), 3e prince de Barbançon (1674-1693), comte d'Aigremont et de La Roche-en-Ardenne, vicomte d'Aure, seigneur de Villemont, marié, le 17 janvier 1672 avec Teresa María Manrique de Lara (1er août 1696), fille du 1er comte de Frigiliana (es), dont :
      1. María Teresa Joaquina (12 mars 1673 † 10 juillet 1738), mariée en 1695 avec Isidoro Folch de Cardona ( † 1699), marquis de Guadameste ; en 1700 avec Gaspar Antonio de Guzmán ( † 1712 - Barbastro), capitaine général de Galice ; le 14 décembre 1714 avec Henri de Wignacourt, comte de Lannoy, dont une fille ;
      2. María Manuela (26 décembre 1693 † 28 juin 1742), mariée 28 juin 1696 à Madrid, avec Agustín Hurtado de Mendoza , 7e comte de Orgaz (es), sans postérité ; mariée en 1713 avec Jaime Fernández de Híjar de Portugal y Silva (né en 1695), dont un fils ;
4. Antonia (ou Antoinette) Wilhelmine (1er mars 1557 † 26 février 1626), mariée le 10 décembre 1577 avec Salentin IX d'Isembourg-Grenzau (1532 † 19 mars 1610), archevêque de Cologne (1567-1577), qui abdique l'archevêché électoral de Cologne pour se marier, dont deux fils. Antonia, restée veuve, devient camerera mayor de l'infante d'Espagne.